# Inocencio Urbina Villanueva
Inocencio Urbina Villanueva nació el 28 de enero de 1926 en Arroxo, al final del barrio mierense de Oñón (Asturias) Y falleció el 1 de octubre de 2012 en Mieres. Fue el primero de dos hermanos, vino al mundo en "una fría mañana", como le evocaba su madre. Tenía diez años cuando estalló la guerra civil española. Inocencio con trece años comienza al lado de su padre su aprendizaje como pintor decorador. Al final de cada jornada, recibiría la sabia instrucción paterna en rotulación y en el dibujo de adorno y la hoja de acanto. El trabajo fue su forma de vida desde la adolescencia, mientras sus amigos disponían de ese tiempo para estudiar y jugar. Desde niño gustaba especialmente Urbina de la lectura. Leía novelas de aventuras que le transportaban a mundos lejanos y bien distintos al suyo.
Lo cierto es que para Urbina el futuro estaba decidido, sería pintor con todas sus consecuencias. Sigue pintando aislado en su Mieres natal y cuando tenía veintidós años sufre una de las primeras decepciones de su carrera, al ser rechazado en una exposición de artistas de Mieres que iba a celebrarse en las dependencias del Frente de Juventudes, pero la fortuna le hizo encontrarse en su camino de regreso a casa, con los cuadros debajo del brazo, con Luís Fernández Cabeza, dueño de la librería Cultura, fundador del periódico local "Comarca", corresponsal y delegado en Mieres de "La Nueva España" quien le animó y le hizo una promesa, "No te preocupes pronto vas a exponer tus cuadros y como tu todo el que quiera". Así nació en 1948 la primera exposición "Hijos de Mieres". 
Se casó el año 1953 y en 1954 nació su única hija Ana, que le dio un nieto, Antonio, aunque dicha alegría se tornaría en un fatal desenlace al morir dicha hija en el año 1978 pero aunque el mundo se le vino abajo no interrumpió su pintura por ello.
Desde la muestra inaugural del ciclo "Hijos de Mieres", en 1948, habrían de transcurrir once años para que Inocencio Urbina presentara su obra en solitario. Ramón Antuña, director entonces de la Oficina de la Caja de Ahorros de Asturias, le puso en contacto con Gerardo Rabanal, responsable de la Obra Social y Cultural de la entidad, bajo cuya jurisdicción estaban las salas de exposiciones y es por entonces cuando expone su primera obra en la Galería de la Caja en Oviedo. Desde entonces su progresión ha sido espectacular.

## Murales y pintura religiosa
- 1959 La pasión de Cristo, catorce obras de 100x200 cm, realizadas con pintura plástica y con un estilo que Urbina bautizó como "poligonismo". Fue un encargo de los padres Pasionistas del Convento de Mieres. En paradero desconocido.
- 1956 Bautismo de Cristo para la Iglesia parroquial de San Pedro de Mieres.
- 1965 Pinturas rupestres, de 250x150 cm, en la tienda de marquetería "Artecolor Urbina", de Mieres.
- 1966 Mural para la cafetería Portofino de Mieres.
- 1977 Paisaje castellano, de 200x700 cm, para el mesón Escudo de Mieres.
- 1988 Martirio de San Melchor para la iglesia parroquial de San Pedro de Mieres.

## Obras en colecciones
Privadas de España y otros países (Francia, Bélgica, Suiza, Gran Bretaña, Dinamarca, México, Chile, Venezuela. Y en diferentes empresas e instituciones. (Banco Herreo, de Fomento, Bilbao Vizcaya Argentaria, Caja de Asturias...)
Ayuntamiento de Mieres, Instituto Bernaldo de Quirós de Mieres, Ministerios Españoles de Trabajo y Educación y Ciencia.

## Exposiciones individuales
1959.- Oviedo, Caja de Ahorros de Asturias. - 1959.- Mieres, Centro cultural - 1974.- Oviedo, Shalon Art - 1975.- Oviedo y Gijón, Caja de Ahorros de Asturias - 1977.- Mieres, Antológica, Caja de Ahorros de Asturias - 1977.- Oviedo, Sala Murillo - 1978.- León, Sala Ausaga - 1978.- Mieres, Caja de Ahorros de Asturias - 1978.- Lugo, Diputación provincial - 1979.- Oviedo, Banco de Fomento - 1979.- Mieres, Caja de Ahorros de Asturias - 1980.- Madrid, Sala Toison - 1981.- Oviedo, Banco de Fomento - 1981.- León, Sala Ausaga - 1982.- Gijón, Sala Tioda - 1982.- Mieres, Sala Mano - 1982.- Mieres, Caja de Ahorros de Asturias - 1983.- Mieres, Casa municipal de Cultura - 1984.- Mieres, Casa municipal de Cultura - 1985.- Mieres, Centro municipal de la Juventud - 1985.- Gijón, Sala Toida - 1985.- Mieres, Caja de Ahorros de Asturias - 1986.- Turón, Casa de la Juventud - 1986.- Mieres, Caja de Ahorros de Asturias - 1986.- Oviedo, Sala Murillo - 1987.- Oviedo, Salón de arte - 1987.- Oviedo, Sala Murillo - 1988.- Valladolid, Galería Velázquez - 1989.- Mieres, Casa municipal de Cultura - 1989.- Oviedo, Sala Murillo - 1992.- Oviedo, Sala Murillo - 1992.- Mieres, Instituto Bernaldo de Quirós - 1993.- Oviedo, Sala Murillo - 1993.- Mieres, Sala Chagall - 1994.- Mieres, Casino - 1995.- Oviedo, Sala Murillo - 1996.- Gijón, Sala Tioda - 1997.- Oviedo, Sala Murillo - 2000.- Oviedo, Sala Murillo - 2000.- Bueño, Sala de cultura.

## Exposiciones colectivas y concursos
1955-57.- primer premio del Certamen nacional de paisaje de La Felguera - 1960.- Diputación provincial de Asturias - 1967.- Caja de Ahorros, Oviedo - 1970.- Primer Certamen nacional de pintura Occidente Astur de Luarca - 1974.- Segundo premio, con su obra "Silicótico" , en el concurso nacional de pintura convocado por el plan nacional de seguridad é higiene en el trabajo - 1974.- "Desde Regoya a nuestros días", Sala Uranga de Gijón - 1978.- "Panorama 78", Madrid - 1979.- XVIII Premio internacional de dibujo "Juan Miró" de Barcelona, cuya fundación le selecciona un dibujo para una exposición internacional en Bucarest, Rumania - 1979.- Concurso nacional de pintura "Álvarez de Sotomayor", La Coruña - 1981.- Concurso nacional de pintura "Día del mar", Zaragoza - 1981.- III Certamen nacional de pintura "Trofeos y premios", Córdoba - 1981.- VI Bienal de pintura "Provincia de León" - 1981.- Cien pequeñas obras de pintores asturianos, sala Tioda, Gijón - 1981.- "Panorama 81 del arte asturiano", Caja de Ahorros de Asturias, Círculo de Bellas Artes, Madrid - 1981.- Pintores asturianos, Residencia Juvenil Menéndez Pidal, Oviedo - 1982.- Inauguración Sala Manos, Mieres - 1982.- "Seis pintores españoles", Consulado general de España en Lyon , Francia - 1984.- "Asturarte 84", Centro Asturiano, Madrid - 1987.- Primer premio de dibujo artística "Genaro Pérez de Villamil", Ayuntamiento de Ferrol - 1994.- "Pintores con Bolivia" para la ayuda al pueblo quechu, Instituto británico de Oviedo

## Premios, homenajes y otras distinciones
1955 Certamen provincial de pintura de La Felguera, Primer premio - 1957 Certamen provincial de pintura La Felguera, Primer premio - 1974 Concurso Nacional de pintura del Plan Nacional de Higiene y Seguridad en el trabajo, Segundo premio - 1982 Placa de la Agrupación socialista de Mieres - 1982 Insignia de oro del Ayuntamiento de Mieres - 1982 Insignia de oro de la Sala Manos de Mieres - 1982 Placa de la unión de comerciantes de Mieres - 1982 Insignia de oro de la Comisión de fiestas San Pelayo de Gallegos - 1983 Homenaje del SOMA UGT - 1984 Placa de Mejoras del Valle, Turón - 1986 Personaje Camín de Mieres - 1987 Homenaje de las I Jornadas Gastronómicas de Mieres - 1987 Placa de la comisión de fiestas San Juan Bautista, Mieres - 1987 Dan su nombre a una calle del pueblo de San Pelayo de Gallegos - 1989 Placa del Comité ejecutivo de la Feria de Mieres.

## Conferencias sobre su obra
- Berenguer, Magín 1981, Caja de Ahorros de Asturias, Mieres.
- Magdalena, J. Manuel Félix 1981 "Mejoras del Valle", Turón.